# Çetin Zeybek
Çetin Zeybek (Bandırma, 12 agosto 1932 – 10 novembre 1990) è stato un calciatore turco, di ruolo centrocampista.